# Alfonso de Iruarrizaga
Alfonso de Iruarrizaga Hoces de la Guardia (Santiago, 22 de agosto de 1956) es un deportista chileno de tiro al vuelo que logró una medalla de plata en los Juegos Olímpicos de Seúl 1988.

## Trayectoria deportiva
Cuando se fue a los Juegos Olímpicos era muy desconocido en Chile, a pesar de haber sido medallista panamericano. Al regresar, llegó como la nueva estrella del deporte chileno ya que alcanzó una medalla para Chile después de 32 años. Participó en el tiro al vuelo modalidad skeet.
En los Juegos Olímpicos al terminar la primera jornada estaba en la primera ubicación con 75 impactos en 75. El que lo seguía, el alemán oriental Axel Wegner, había marcado 73. En la segunda serie se ubicó segundo y primero en la general. Faltaban 50 disparos para terminar la competencia de 200, y Alfonso de Iruarrizaga falló en uno y Wegner lo empató sin ninguna falla, empatando con 198 en 200. Detrás de ellos quedaron el estadounidense Daniel Carlisle (197), y el español Jorge Guardiola, el estealemán Juergen Raabe y el chino Weizang Zhang, los tres con 196. En la final De Iruarrizaga acertó los dos primeros impactos y falló el tercero, igual que a Wegner. Pero en el puesto 6 se le fue un platillo y el alemán se puso en ventaja. Después ninguno falló pero el alemán se quedó con el oro. El bronce fue para el español Jorge Guardiola.
El logro del tirador chileno también fue recibido con mucho entusiasmo en el país, pues fue el octavo éxito olímpico y el primero después de tres décadas.
Antes de estos juegos fue medallista panamericano en Puerto Rico (1979) y Caracas (1983).